# Bisdom Agen
Het bisdom Agen (Latijn: Dioecesis Agennensis; Frans: Diocèse d'Agen) is een rooms-katholiek bisdom in Frankrijk met zetel in de stad Agen. Het bisdom is suffragaan aan het aartsbisdom Bordeaux, wat ook de naam is gebruikt voor de kerkprovincie.  
In 2022 telde het bisdom ongeveer 205.000 katholieken op een totale bevolking van 342.700 (59,9%). Het bisdom telde toen 26 parochies die werden bediend door 46 diocesane priesters en 14 permanente diakens.

## Geschiedenis
Het bisdom werd in of voor de 4e eeuw gesticht.  In het bisdom werd de synode van Agen in 506 georganiseerd. Het territorium van het bisdom was voorheen de Agenais, als onderdeel van de historische Franse provincie Gascogne. Als wereldlijk heer beleefden de bisschoppen van Agen hun hoogtepunt in de 13e eeuw, toen Agenais onder Engelse controle stond. De bisschoppen hadden bezittingen verspreid over Agenais en ontvingen allerlei taksen van de handelaren in Agen. Ze hadden ook muntrecht. De macht van de bisschoppen werd ingeteugeld nadat de Agenais in handen kwam van de graaf van Toulouse. Ook de opkomst van de stedelijke burgerij droeg bij aan het verlies aan macht en inkomsten.
In 1317 werd het bisdom gesplitst en werd een deel van het grondgebied onderdeel van het bisdom Condom, dat in 1801 terug werd opgeheven. Sinds 1822 komt het bisdom overeen met het departement Lot-et-Garonne. In het jaar 2000 telde het bisdom nog meer dan 400 parochies. Dit aantal werd teruggbracht naar 309 in 2006, naar 194 in 2012 en naar 26 in 2015.

## Bisschoppen
In de 16e eeuw was Jan van Lotharingen-Guise van 1538 bisschop van Agen tot zijn overlijden in 1550. Matteo Bandello was bisschop van Agen van 1550 tot 1554.

### Sinds 1801
- Jean Jacoupy (1802-1841)
- Jean-Aimé de Levezou de Vezins (1841-1867)
- Hector-Albert Chaulet d’Outremont (1871-1874)
- Jean-Émile Fonteneau (1874-1884)
- Charles-Evariste-Joseph Coeuret-Varin (1885-1905)
- Charles-Paul Sagot du Vauroux (1906-1937)
- Jean-Marcel Rodié (1938-1956)
- Roger Johan (1956-1976)
- Sabin-Marie Saint-Gaudens (1976-1996)
- Jean-Charles Descubes (1996- 2004)
- Hubert Herbreteau (2005- 2023)
- Alexandre de Bucy (2024-)

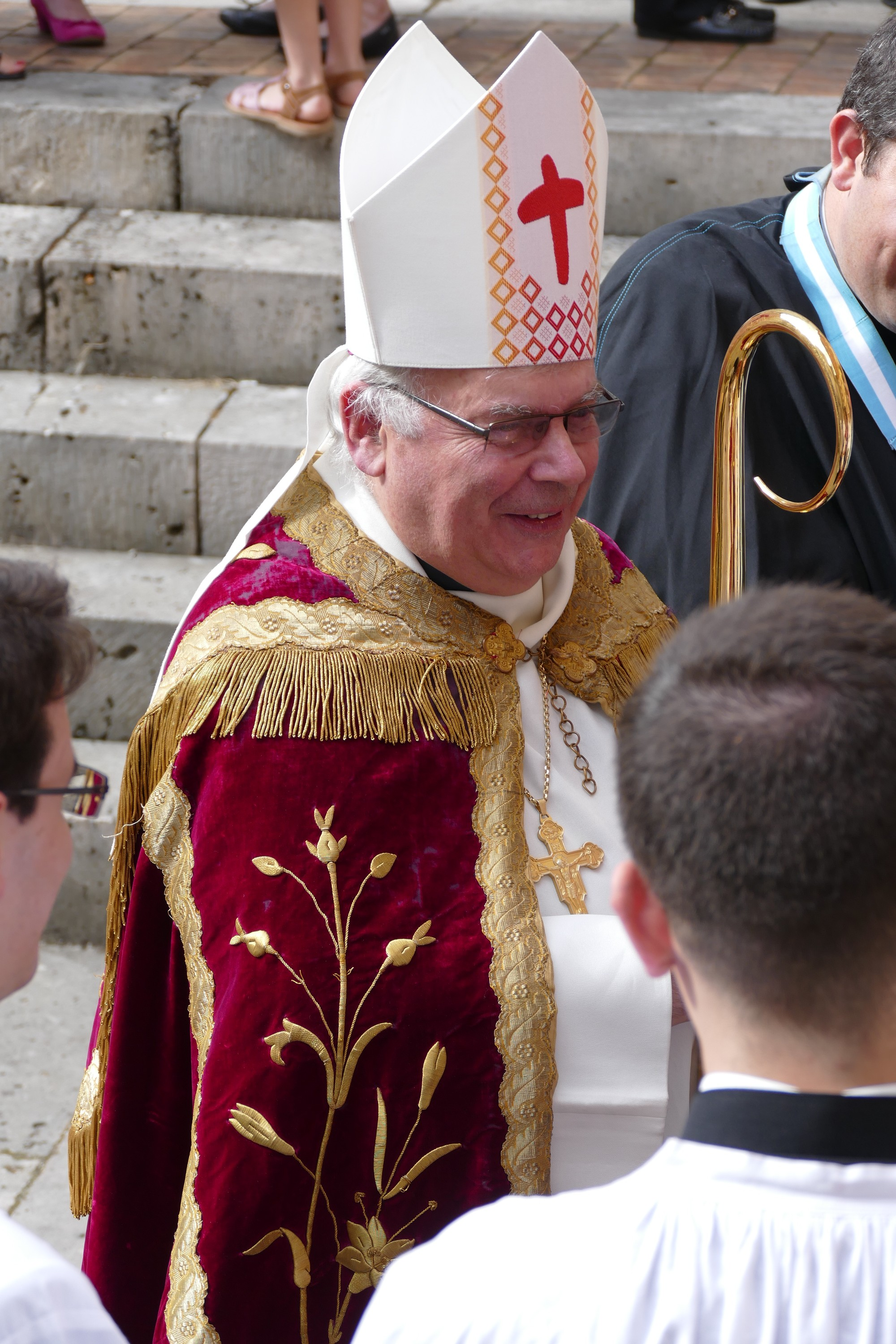
Mgr. Hubert Herbreteau, bisschop

Bordeaux (aartsbisdom) · Agen · Aire en Dax · Bayonne · Périgueux